# Jean-Alexandre Werry
Pour les articles homonymes, voir Werry.
Jean-Alexandre Werry est un architecte belge, ancien capitaine du génie des troupes françaises de la République, né à Bruxelles le 12 mai 1773 et mort dans sa ville natale le 19 décembre 1847.

## Biographie
Jean-Alexandre Werry, né à Bruxelles le 12 mai 1773, est le fils de Denis-Englebert Werry et d'Élisabeth Uyterspruyt. Il avait épousé Adélaïde Boistel du Cardomois.
Élève de Claude Fisco, il succéda en 1792 à Jean-François Wincqz comme professeur à l'Académie royale des beaux-arts de Bruxelles. Il y resta professeur jusqu'en 1836. À cheval sur deux siècles, il transmit à la nouvelle génération du XIXe siècle toute l'expérience et tout le savoir architectural, pratique et théorique, du Grand Siècle.
En 1803, il figure parmi les membres fondateurs de la Société de peinture, sculpture et architecture de Bruxelles.
Outre son enseignement, il devint architecte de la ville de Bruxelles.
Son rôle de transmetteur se vérifiera dans l'œuvre de ses disciples : Philippe Poelaert (1790-1875), deuxième prix d'architecture en 1808, père de Joseph Poelaert (1817-1879), Henri Partoes, deuxième prix en 1811, Félix Janlet (1808-1866), Louis Spaak, François Coppens et Jean-Pierre Cluysenaar (1811-1880).
Il décède en son domicile rue de Laeken, section quatre, no 131 (le no 31 actuellement disparu).

## Son œuvre
De son œuvre on connaît encore les hôtels qui entourent le Théâtre de la Monnaie (1817-1819) et ceux qui ouvrent les portes de Laeken et de Louvain.